# Gunnar Lindsten
Carl Gunnar Lindsten, född 25 november 1909 i Göteborg, död 18 mars 1984 i Örebro, var en svensk arkitekt. 
Lindsten, som var son till rektor Carl Lindsten och Georgina Sandberg, avlade studentexamen i Södertälje 1927 och utexaminerades från Kungliga Tekniska högskolan 1939. Han anställdes vid Flygförvaltningen 1939, hos arkitekt Axel Brunskog i Linköping 1940, på länsarkitektkontoret i Linköping 1943, blev assistent på länsarkitektkontoret i Karlskrona 1944, biträdande länsarkitekt i Kalmar 1946, i Örebro från 1962 till pensioneringen. Han var även expropriationstekniker. Han var huvudman i Kalmar stads sparbank 1962.